# Еумел
Еумел је у грчкој митологији било име више личности.

## Митологија
- Био је син тесалског краља Адмета и Алкесте, учесник у тројанском рату, јер је био један од Хелениних просилаца. Пред Троју је дошао са једанаест лађа, а довео је и своје чувене коње, о којима се својевремено старао сам бог Аполон док је био у служби његовог оца. Са тим коњима се такмичио на играма приређеним поводом смрти Патрокла и однео би победу, да му Атена није сломила руду на колима. Стигао је последњи, али ипак, Ахил је био правичан и даровао му Астеропајев оклоп. Касније, на играма приређеним у част Ахила, а поводом његове смрти, Еумел је победио.[1] У тројанском рату је био лидер Фереанаца, а био је и међу јунацима сакривеним у тројанском коњу. Оженио се Ифтимом, Икаријевом кћерком.[2]

- Према Аполодору и Хомеровој „Илијади“, био је гласник, отац Долона и пет девојака. Као његово име се наводи и Еумед.[3]

- Према Аполодору, један од Пенелопиних просилаца са острва Саме.[4]

- Према Паусанији, он је био први који се населио у Патри у Ахаји. Он је основао Антеју, као успомену на свог сина Антеје који је пао са Триптолемових кочија и погинуо.[3]

- Син Меропа, краља острва Кос, чија су арогантна деца, Биса, Меропида и Агрон, презирала богове. Одбили су да им указују почасти јер им се нису свиђале Атенине очи, као ни то што Артемида излази ноћу, а Хермеса су сматрали лоповом. Због тога су их богови преобразили у птице. Када се Еумел због тога побунио, Хермес га је претворио у гаврана.[3]

- Према Овидијевим „Метаморфозама“, био је Еугнотов син, који је убио властитог сина Ботрета јер је јео мозак оваца пре него што су биле приношене као жртва на олтар.[3]

- Према Вергилијевој „Енејиди“, Еумел је био човек који је донео вест да је Енејину флоту на Сицилији захватила ватра.[3]

- Еумел је био један од десет владара Атлантиде, син Посејдона и Клејте и његово име на језику становника овог митског острва је било Гадеир. Владао је оним делом који је био близу „Хераклових стубова“, односно Гибралтаром.[5]